# Isidoro Álvarez Álvarez
Isidoro Álvarez Álvarez (Borondes, Báscones, Grado, Astúries; 1935-Madrid, Comunitat de Madrid; 14 de setembre de 2014) fou un empresari espanyol, conegut per ser el president del grup El Corte Inglés. Va ser nebot i successor del fundador de l'empresa, Ramón Areces Rodríguez.

## Biografia
Amb divuit anys va decidir traslladar-se a Madrid per matricular-se en la Facultat d'Econòmiques de la Universitat Complutense de Madrid. Cinc anys més tard, el 1957, es va llicenciar i va rebre el Premi extraordinari d'Economia i Ciències Empresarials. Als 23 anys, i recentment llicenciat, va assumir un càrrec directiu en l'organització de l'empresa familiar: El Corte Inglés. El 1959 en fou nomenat conseller i el 1966 va ser nomenat vicepresident d'una de les empreses que formaven part del grup empresarial i conseller director general d'El Corte Inglés. El 1989, després de la defunció del seu oncle i fundador, va ser nomenat president de l'empresa.
Mor a Madrid, a causa d'una insuficiència respiratòria el 14 de setembre de 2014.

## Reconeixements
En 2005, la National Retailer Federation dels Estats Units li va concedir el premi al millor distribuïdor internacional de l'any, per la seva «reputació internacional, el seu geni creatiu, inspirat lideratge i servei distingit en la indústria minorista». En 2007 va rebre rebut la Medalla d'or al mèrit en el treball durant la VIII legislatura espanyola de la mà de Jesús Caldera, aleshores ministre de Treball i Assumptes Socials.
També va rebre el Premi Alfonso Ussía en la categoria de Trajectòria Exemplar en 2012.